# Uhren-Zeichen-Test

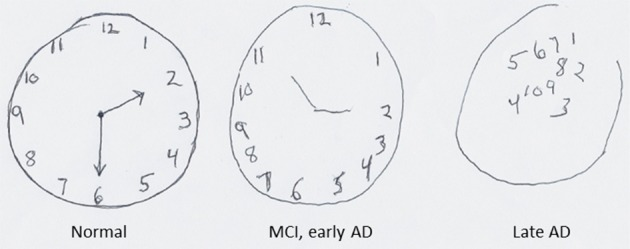
Im Vergleich zur gesunden Kontrollperson (links) sind die Zeichnungen bei leichter (Mitte) und fortgeschrittener (rechts) Alzheimer-Krankheit zunehmend unverständlicher.

Beim Uhren-Zeichen-Test oder Uhrentest nach Shulman (1993) handelt es sich um ein weitverbreitetes Schnell-Screening zur Prüfung der Visuokonstruktion (parietale Funktion) und des Problemlösens (frontale Funktion), zum Beispiel während der ersten diagnostischen Abklärung dementieller Erkrankungen.

## Durchführung
Der Patient bekommt ein Blatt Papier mit einem aufgedruckten Kreis und wird aufgefordert, in den Kreis die Ziffern einer Uhr zu schreiben und anschließend die Zeiger so einzuzeichnen, dass sie eine vorgegebene Uhrzeit (z. B. „11:10 Uhr“, „Zehn nach elf“) darstellen. Die Durchführung dauert 2–5 Minuten.

## Auswertung
Anhand der Abweichungen in der Darstellung von der „Normal-Leistung“ (Aufteilung des Zifferblattes, Schriftbild der Zahlen, Fehlen der Zeiger und Ähnliches) lassen sich Rückschlüsse auf das Ausmaß der Hirnfunktionsstörung ziehen. Dabei werden je nach Abweichung 1–6 Punkte vergeben, wobei ein Score ≥ 3 als Hinweis auf eine Demenz gilt.
- Score 1 = Uhr ist perfekt (Ziffern 1–12 an der richtigen Stelle, korrekte Uhrzeit eingezeichnet)
- Score 2 = leichte visuell-räumliche Fehler (z. B. Abstände zwischen den Ziffern ungleichmäßig, Ziffern außerhalb des Zifferblattes, Verwendung von Linien zur Orientierung, Verdrehung des Zifferblattes)
- Score 3 = Fehlerhafte Uhr bei erhaltener visuell-räumlicher Darstellung (z. B. nur ein Zeiger eingezeichnet, Uhrzeit als Text, keine Uhrzeit)
- Score 4 = mittelgradige Desorganisation, korrektes Einzeichnen der Zeiger unmöglich (z. B. sehr unregelmäßige Zwischenräume, keine Ziffern, Ziffern > 12, Rechts-links-Umkehr, Dysgraphie)
- Score 5 = Schwergradige visuell-räumliche Desorganisation (wie 4, aber stärker ausgeprägt)
- Score 6 = keine Darstellung der Uhr

Eine Aufzählung weiterer Tests zur Prüfung der Visuokonstruktion findet sich im Artikel Klinische Neuropsychologie bei den neuropsychologischen Tests zur Visuokonstruktion.